# Садовский, Тимофей Петрович
Садовский, Тимофей Петрович (31 марта 1929 года—12 августа 2015 года) — советский и российский архитектор, академик РААСН.

## Биография
Родился 31 марта 1929 года.
Ученик Александра Сергеевича Никольского, в годы студенчества помогал мастеру в его работе над Приморским парком Победы и стадионом имени Кирова.
В 1953 году создал и возглавлял до 1994 года мастерскую, являлся главным архитектором «Ленгипроречтранс».
С 1991 по 2015 годы — руководитель персональной творческой мастерской, которой в настоящее время руководит его сын Алексей.
Под его руководством были выполнены комплексные работы по организации набережных для Ленинграда — Санкт-Петербурга, Сестрорецка, Архангельска, Нижнего Новгорода, Иркутска, Хабаровска, Астрахани, Саратова, Вологды, Твери, Рыбинска, Углича, Ульяновска (1965), были предложены проектные решения реконструкции Северного порта на Химкинском водохранилище в Москве.
Автор и соавтор объектов многофункциональных комплексов речных вокзалов в Омске, Волгограде, Ярославле, автор элитного жилого комплекса «Аврора» (Санкт-Петербург).
Автор памятников русским и шведским морякам, создателям флота России (памятник Слава Российскому флоту), известным деятелям культуры СССР, а также героям Сталинградской битвы.
Академик Российской академии архитектуры и строительных наук, академик Международной академии архитектуры (Московское отделение), член правления Союза архитекторов Петербурга.
Тимофей Петрович Садовский умер 12 августа 2015 года в Санкт-Петербурге.

### Спортивные достижения
Мастер спорта и чемпион Советского Союза по гребле 1951 года (вместе с Владимиром Слепушкиным, байдарка-двойка, 1000 м), член сборной страны.

## Награды
- Государственная премия РСФСР в области архитектуры (в составе коллектива, за 1986 год) — за проектирование и строительство многоцелевого комплекса зданий и сооружений транспортного и культурно-бытового назначения в ансамбле исторической застройки набережной Волги в Ярославле
- Заслуженный архитектор Российской Федерации
- диплом первой степени Союза архитекторов СССР — за проект застройки набережной Волгограда

Здание речного вокзала, Ульяновск.
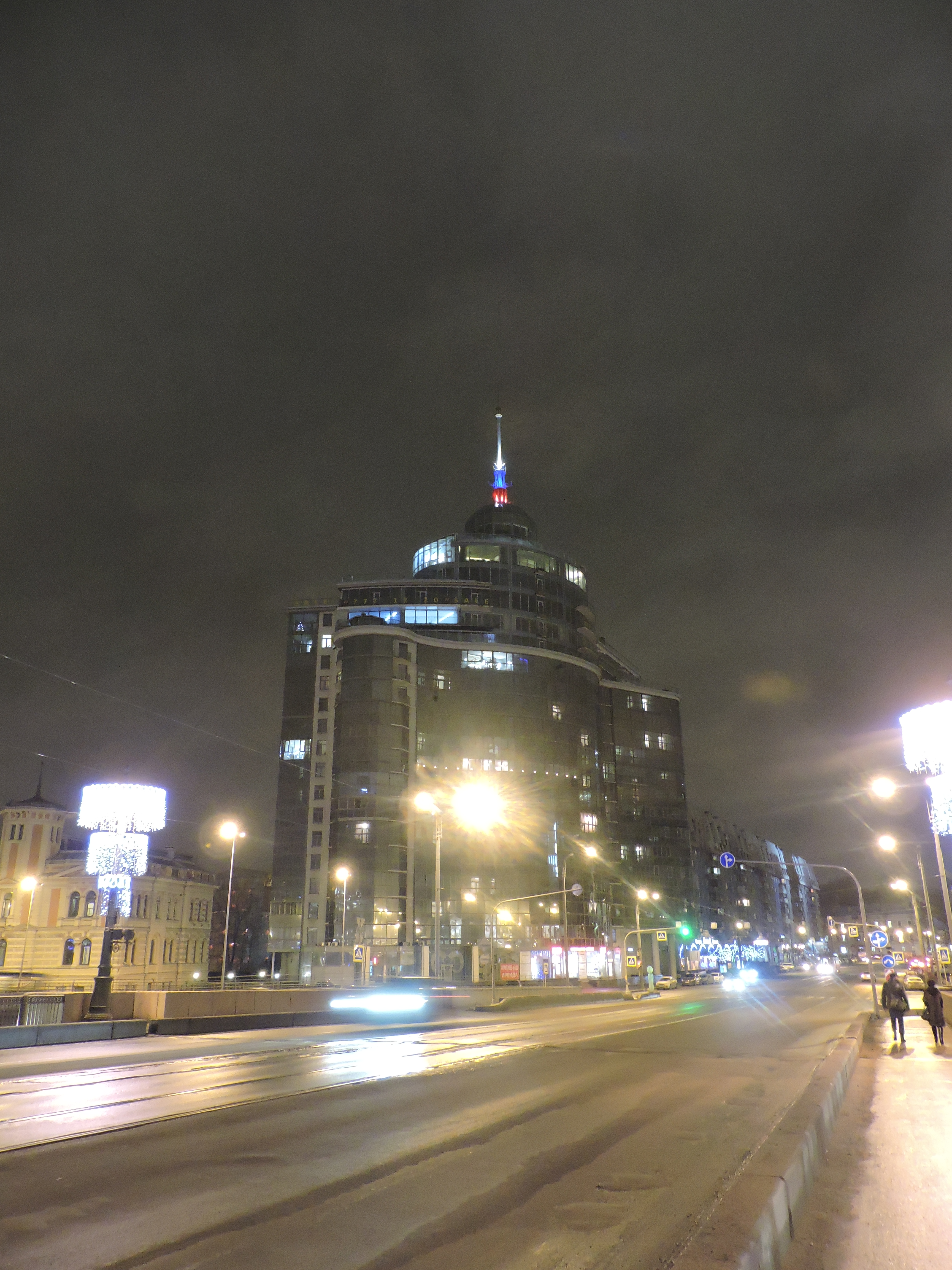
ЖК «Аврора», Санкт-Петербург.
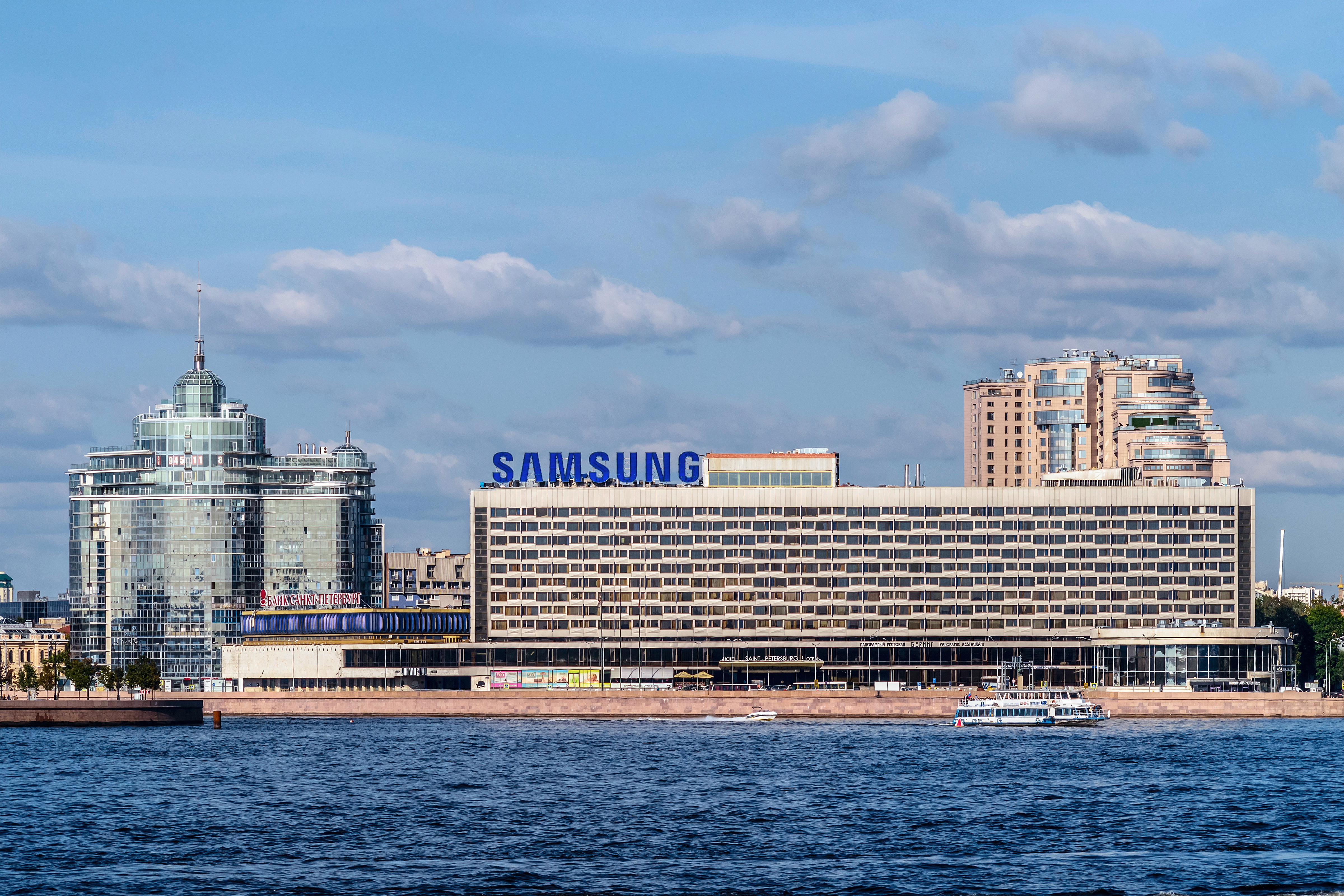
Вид на гостиницу и ЖК «Аврора» (слева) с Невы.